# 南モラヴィア州

南モラヴィア州
Jihomoravský kraj

南モラヴィア州の所在地

南モラヴィア州（みなみモラヴィアしゅう、チェコ語：Jihomoravský kraj）は、チェコの州。モラヴィア地方の中部から東部に位置する。州境はズリーン、オロモウツ、パルドゥビツェ、ヴィソチナ、南ボヘミアと接している。州都はブルノ。
歴史的にモラヴィア地方の中心として栄え、現代もチェコ南部の重要地域として発展している。

## 郡

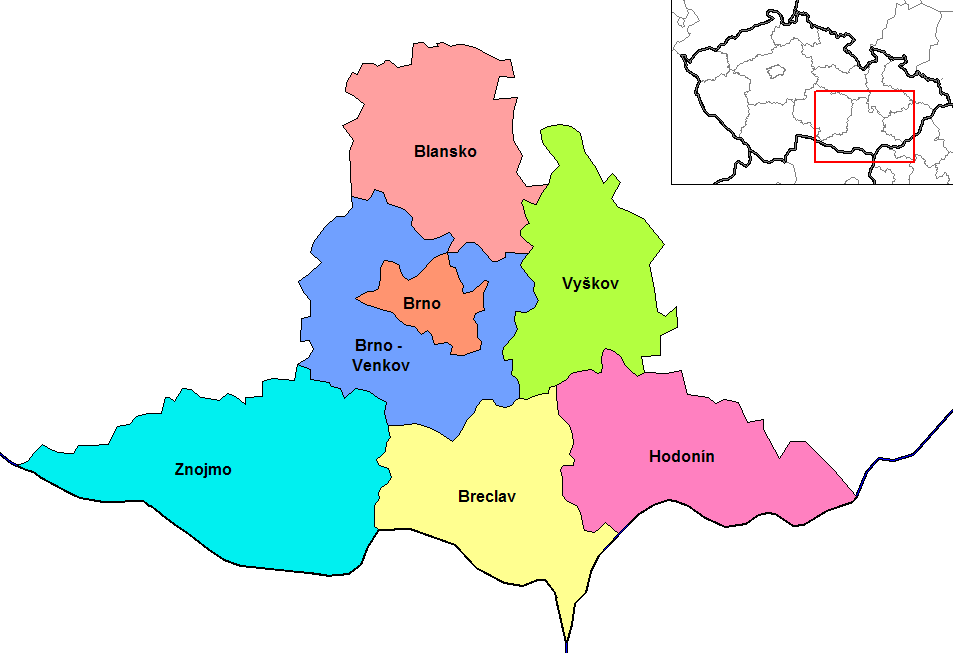
南モラヴィア州の郡

大きな郡としての区分けは図に示す7つ。近年自治体の再編があった。